# Tarka kócsag
A tarka kócsag (Ardea picata) a madarak (Aves) osztályának gödényalakúak (Pelecaniformes) rendjébe, ezen belül a gémfélék (Ardeidae) családjába és a gémformák (Ardeinae) alcsaládjába tartozó faj.
Magyar neve forrással nem megerősített, lehet, hogy az angol név tükörfordítása (Pied Heron).

## Rendszertani eltérés
Korábban az Egretta nembe sorolták Egretta picata néven.

## Előfordulása
Ausztrália, Indonézia, Pápua Új-Guinea és Tajvan területén honos.

## Megjelenése
Testhossza 43–55 centiméter. Csőre és lába sárga. Tollazata fekete-fehér.
|  |

## Életmódja
Kis halakkal és rovarokkal táplálkozik.